# Demus 3:16
José Luis Florencio Ramos (nacido el 28 de agosto de 1980 en Toluca, Estado de México) es un luchador profesional mexicano, más conocido por su nombre en el ring como Demus 3:16. Florencio actualmente se desempeña como luchador independiente

## Carrera

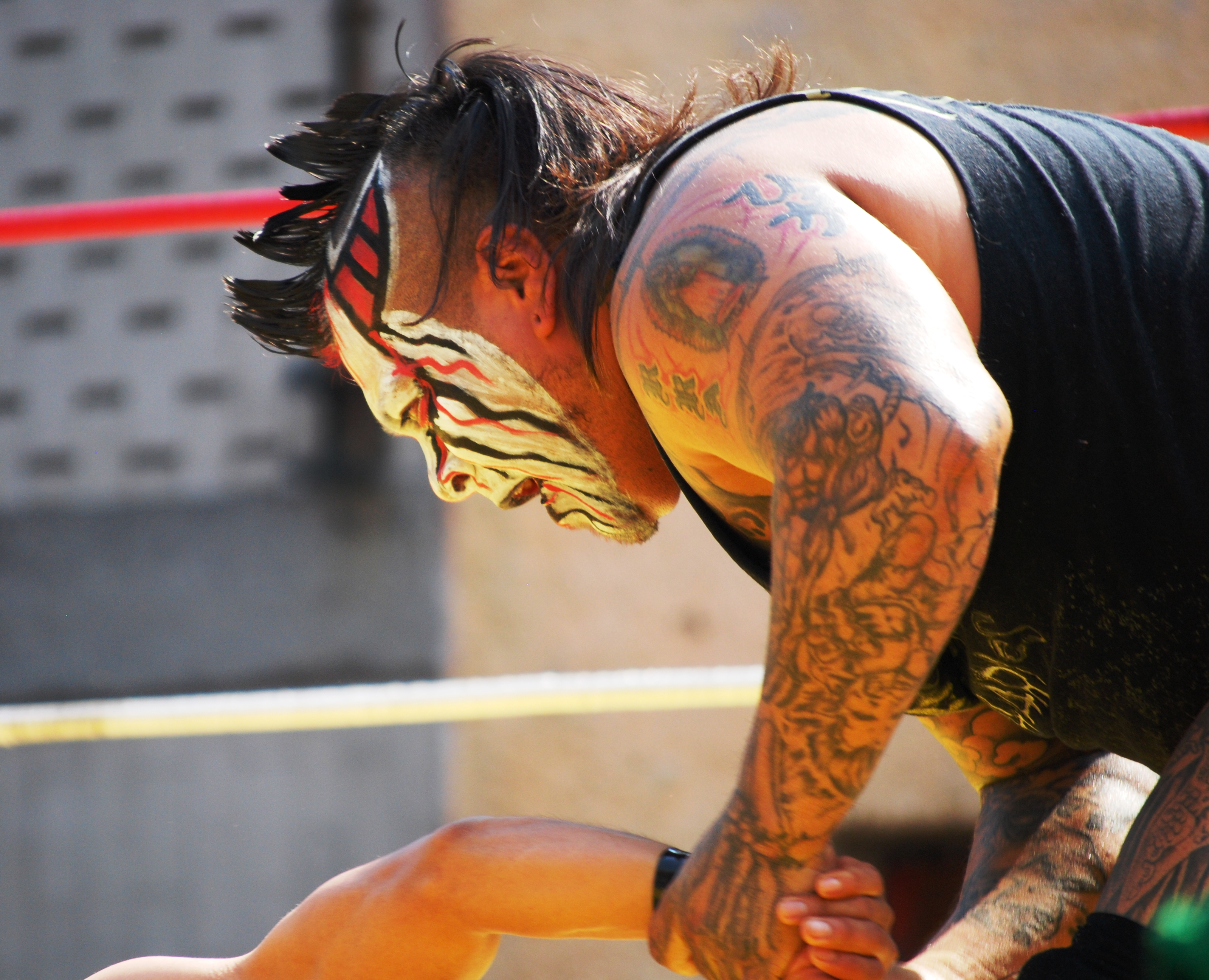
Demus 3:16 en un evento en la Colonia Obrera en la Ciudad de México

José Luis Florencio Ramos debutó profesionalmente como luchador en 1997 en arena obreros del progreso saltillo coah.bajo el nombre de Mini Eskeleto, después de ser entrenado por green demon 1 Poco después de su debut, ingresó al Consejo Mundial de Lucha Libre, luchando en la división de mini estrellas. Tiempo después, siguió su entrenamiento en la Arena México con El Satánico y Tony Salazar. En el 2004, José Luis cambió su nombre por el de Troll, hasta que al año siguiente se lo cambió nuevamente, pero ahora al de Pequeño Damián 666.

### Pequeño Damián 666 (2005 - 2010)
El 25 de noviembre de 2005 hizo se debut como Pequeño Damián 666. En diciembre de 2005, junto a Pequeno Halloween formó Los Cachorros del Mal, una versión mini de Los Perros del Mal. El 5 de junio de 2007 luchó por el Campeonato Mundial de Minis del CMLL frente a Pequeno Olímpico, sin embargo salió con la derrota. El 13 de julio de 2007 ganó un Torneo Cibernético de Mini Estrellas en la Arena México. Pronto inició una rivalidad frente a Bam Bam, con quien perdió la cabellera el 24 de julio de 2007 en la Arena Coliseo del Distrito Federal. En noviembre de 2007 venció a Pequeno Olímpico, ganando el Título Mundial de Minis del CMLL.
En enero de 2008 retuvo su título frente a Mascarita Dorada, realizando su primera defensa del título. El 6 de mayo defendió nuevamente su campeonato, esta vez frente a Bam Bam. En el evento DragonManía III realizado por Toryumon México, ganó la cabellera del japonés Toshiya Matsuzaki. El 27 de julio de 2008 perdió el cetro Mundial de Minis con Bam Bam. Sin embargo, un mes después, le ganó la cabellera a Bam Bam, en lo que fuese una revancha de lo que pasó entre ellos dos en 2007. El 9 de septiembre participó en un Torneo Cibernético para sacar al nuevo Campeón Nacional de Peso Ligero, sin embargo, el ganador fue Pierrothito. En noviembre de 2008 viajó a Japón para participar con la empresa Dradition Pro-Wrestling, luchando en el evento Dradition Ascending Current III, perdiendo frente a El Blazer.
El 6 de enero de 2009, participó en el torneo Pequeños Reyes del Aire 2009, en el cual en ganador fue Pequeno Warrior. Meses más tarde, la facción de Los Cachorros del Mal que formó con Pequeno Halloween y Mini Mr. Águila se desintegró, luego de que estos dos últimos salieran del CMLL. En marzo de 2009 volvió a Japón con Dradition Pro-Wrestling, participando en los eventos denominados Dradition Viva!! Especial Lucha Libre. Después pasó a pelear en las tres funciones lucha libre en Japón realizadas por Último Dragón, enfrentando a Mascarita Dorada. Después de esas luchas, volvió a México. El 2 de junio de 2009 perdió la cabellera contra Shockercito en la Arena México. El 19 de julio obtuvo la Copa Herdez, luego de ganar un Torneo Cibernético de 12 luchadores. En Sin Salida 2009, perdió frente a Mascarita Dorada.
Muevamente participó en el torneo Pequeños Reyes del Aire 2010, sin embargo, no pudo salir con la victoria y el torneo fue ganado por Pequeno Nitro. En DragonManía V, ganó la cabellera de Yoruba, en una lucha en la que también participó Mascarita Dorada. El 6 de junio de 2010, Pequeño Damián 666 cambió su nombre por el de Demus 3:16, luego de que Damián 666 le quitara el permiso de portar el nombre, ya que él tenía los derechos del personaje.

### Demus 3:16 (2010-presente)

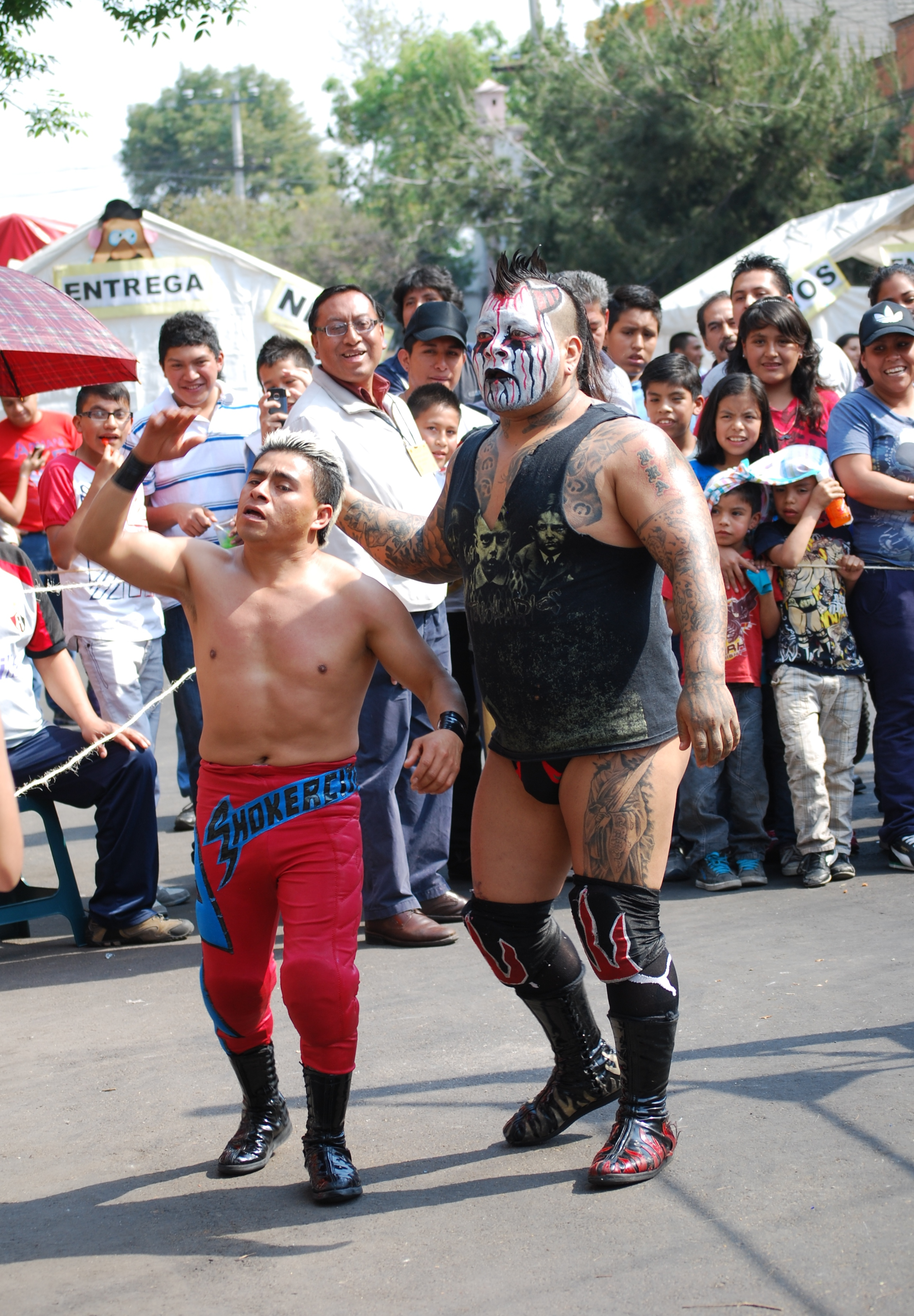
Demus 3.16 y Shockercito en un evento comunitario en Colonia Obrera, Ciudad de México patrocinado por la Fundación Expresa

En Sin Salida 2010, debutó como Demus 3:16 haciendo equipo con Pierrothito derrotaron a Bam Bam y Shockercito en un Two Out of Three Falls Match. El 6 de julio de 2010, venció a su eterno rival Bam Bam, ganándole nuevamente la cabellera. El 10 de agosto ganó la primera semifinal del Torneo Bicentenario de Minis, el cual ganó tras vencer a Pierrothito. Con la obtención del Trofeo Bicentenario, pasó a luchar con los luchadores de tamaño regular, dejando de lado a las mini estrellas. Su debut como luchador grande ocurrió en el show del Súper Viernes de Arena México del 10 de septiembre de 2010, ganándole junto a Cancerbero y Raziel a La Fuerza Rápida (Diamante, Pegasso & Rey Cometa). El 17 de septiembre luchó en el Match Relámpago contra Virus, saliendo derrotado. El 12 de diciembre de 2010 luchó por la Young Dragons Cup de Toryumon México, pero fue ganado por Angélico.
El 8 de febrero de 2011, ganó otro Torneo Cibernético, siendo este su primer logro dentro de los "grandes" luchadores. El 11 de marzo de 2011, Demus 3:16 perdió la cabellera contra Virus, regresando a luchar con las mini estrellas. El 18 de septiembre de 2011 ganó la cabellera de Pequeño Warrior en la Arena México. El 28 de enero de 2012 luchó en el evento WrestleReunion VI de la promoción Pro Wrestling Superstars, perdiendo frente a Mascarita Dorada. Al día siguiente, participó con Pro Wrestling Guerrilla en el evento Kurt Russellreunion 3, saliendo derrotado junto a sus otros 3 compañeros.
Meses más tarde, el 15 de abril, Demus 3:16 ganó el Campeonato de Peso Ligero del Distrito Federal tras vencer a Astral en la final del torneo para coronar al nuevo campeón del vacante título. Al mes siguiente, participó en el Torneo Pequeños Reyes Del Aire, competencia ganada por Último Dragoncito. Finalmente, en el evento de Toryumon México del 14 de octubre, Demus perdió el Campeonato de Peso Ligero del Distrito Federal contra Astral, el 16 de octubre de 2015 pierde la cabellera ante shokercito. 2016 nuevo campeón dr la unión americana lucha libre super stars ganando un torneo de eliminación a leyendas minis de México convirtiendo en 1 campeón

## Vida personal
Demus 3:16 está casado con la luchadora profesional japonesa Hiroka Yaginuma, quien trabajó en el Consejo Mundial de Lucha Libre bajo el nombre de "Hiroka". A principios de junio de 2010, Hiroka anunció que se retiraba de la lucha libre para poder formar una familia. Además, Akuma 3:16 es su hermano y Charlie Montana su cuñado.

## En lucha
- Movimientos finales
  - La Valagueza (Muscle buster)
  - Martinete Special (Double underhook piledriver)
- Movimientos de firma
  - Backhand Chop
  - Corner Clothesline
  - La Lanza (Spear)
  - Lariat
  - Knee Strike
  - Shoot Kick
  - Spinebuster
- Apodos
  - "El Demonio"

## Campeonatos y logros
- Comisión de Box y Lucha Libre de México, D.F.
  - Campeonato de Peso Ligero del Distrito Federal (1 vez)
- Consejo Mundial de Lucha Libre
  - Campeonato Mundial de Minis del CMLL (1 vez)[1]
  - Torneo Bicentenario de Minis (2010)[2]
  - Torneo Cibernético de Minis (2007)
  - Torneo Cibernético (2011)
  - Rudo del Año - Minis (2008)
  - Concurso de Fisicoculturismo - Minis (2006, 2007) 2008 segundo lugar y 2009 3 lugar
- Campeonatos locales
  - Copa Herdez (2009)

## Luchas de apuestas
| Apuesta   | Ganador            | Perdedor           | Lugar            | Ciudad                   | Fecha |
| --------- | ------------------ | ------------------ | ---------------- | ------------------------ | --- |
| Cabellera | Bam Bam            | Pequeño Damián 666 | Arena Coliseo    | México, Distrito Federal | 24 de julio de 2007                                                                                                   |
| Cabellera | Pequeño Damián 666 | Toshiya Matsuzaki  | Arena México     | México, Distrito Federal | 11 de mayo de 2008 |
| Cabellera | Pequeño Damián 666 | Bam Bam            | Arena Coliseo    | México, Distrito Federal | 17 de agosto de 2008                                                                                                  |
| Cabellera | Shockercito        | Pequeño Damián 666 | Arena México     | México, Distrito Federal | 2 de junio de 2009 |
| Cabellera | Pequeño Damián 666 | Yoruba             | Arena México     | México, Distrito Federal | 29 de mayo de 2010 |
| Cabellera | Demus 3:16         | Bam Bam            | Arena México     | México, Distrito Federal | 6 de julio de 2010 |
| Cabellera | Virus              | Demus 3:16         | Arena México     | México, Distrito Federal | 11 de marzo de 2011                                                                                                   |
| Cabellera | Demus 3:16         | Pequeño Warrior    | Arena México     | México, Distrito Federal | 18 de septiembre de 2011 (Jaula de la Muerte, Ganador: Demus, Perdedor: Dragoncito de Oro (2018), Arena Lopez Mateos) |
| máscara   | Demus 3:16         | gato de ecatepec   | Coliseo Coacalco | México, Distrito Federal | 31 de marzo de 2019                                                                                                   |

jaula de la muerte  ganador demus  perdedor  {mike segura}  3 de abril {2019}